# Kick Gurry

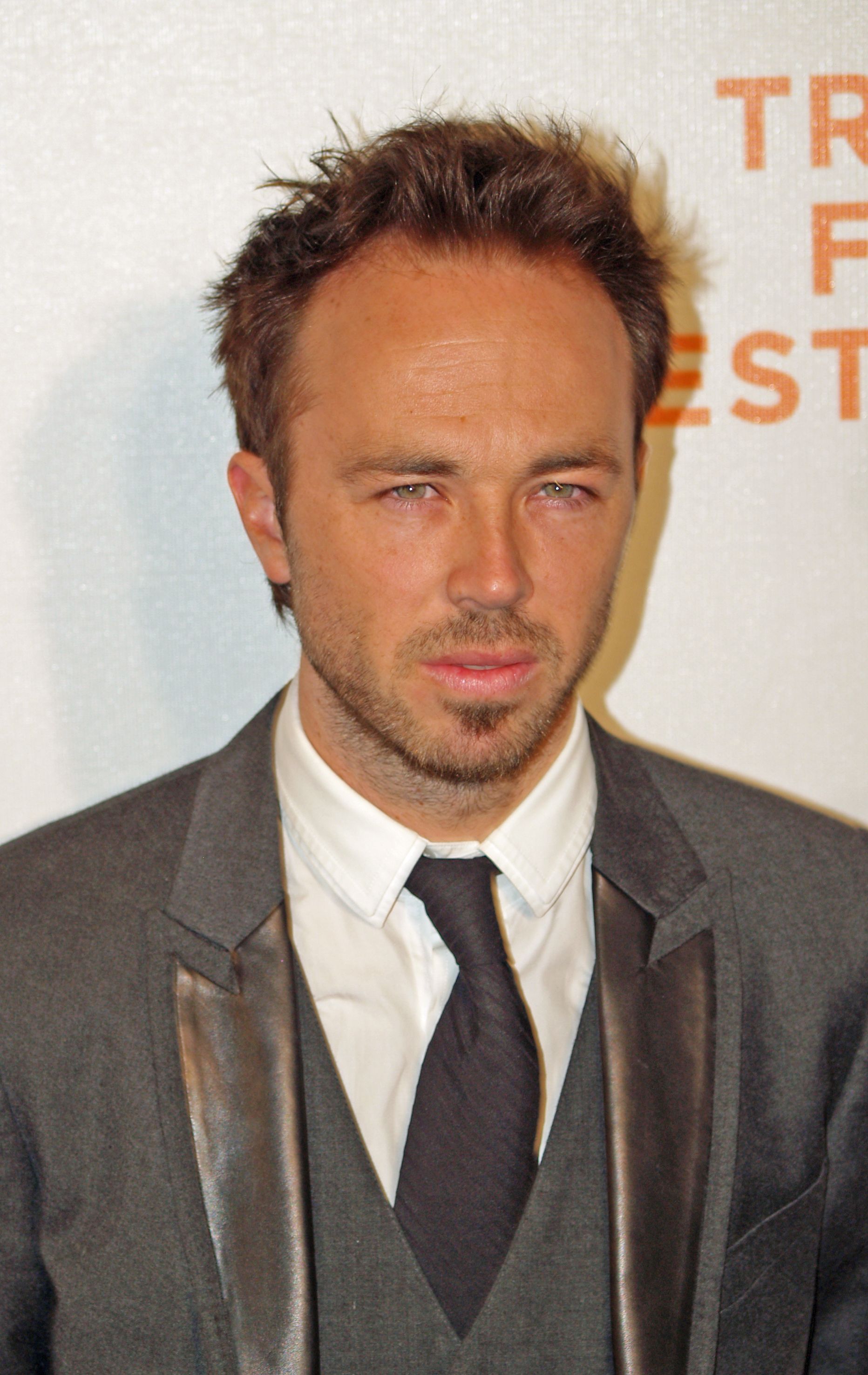
Kick Gurry (2008)

Christoper „Kick“ Gurry (geboren 25. Mai 1978 in Melbourne, Australien) ist ein australischer Schauspieler. 
Da sein Bruder seinen Vornamen nicht aussprechen konnte, nannte er ihn Kick. Er entschied sich dann wohl dafür, diesen zu seinem Künstlernamen zu machen. 
Seit 1996 war er in rund drei Dutzend Film- und Fernsehproduktionen zu sehen. Bekannt ist er unter anderem durch seine Rollen als Griff in Edge of Tomorrow und Puck in Sense8.